# Tour der neuseeländischen Rugby-Union-Nationalmannschaft nach Australien 1979
| Tour der All Blacks nach Australien 1979 | Tour der All Blacks nach Australien 1979 | Tour der All Blacks nach Australien 1979 | Tour der All Blacks nach Australien 1979 | Tour der All Blacks nach Australien 1979 |
| Übersicht                                | S                                        | G                                        | U                                        | N                                        |
| ---------------------------------------- | ---------------------------------------- | ---------------------------------------- | ---------------------------------------- | ---------------------------------------- |
| Test Matches                             | 1                                        | 0                                        | 0                                        | 1                                        |
| Sonstige Spiele                          | 1                                        | 1                                        | 0                                        | 0                                        |
| Gesamt                                   | 2                                        | 1                                        | 0                                        | 1                                        |
|                                          |                                          |                                          |                                          |                                          |
| Australien                               | 1                                        | 0                                        | 0                                        | 1                                        |

Die Tour der neuseeländischen Rugby-Union-Nationalmannschaft nach Australien 1979 umfasste eine Reihe von Freundschaftsspielen der All Blacks, der Nationalmannschaft Neuseelands in der Sportart Rugby Union. Das Team reiste im Juli 1979 durch Australien und bestritt dort zwei Spiele. Es handelte sich um eine ungewöhnlich kurze Tour, die zwischen dem Besuch der Franzosen und dem Besuch der Argentinier eingeschoben wurde. Das einzige Test Match gegen die Wallabies endete mit einem Sieg der Gastgeber, die somit zum ersten Mal seit 1949 den Bledisloe Cup gewannen.

## Spielplan
- Hintergrundfarbe grün = Sieg
- Hintergrundfarbe rot = Niederlage

(Test Matches sind grau unterlegt; Ergebnisse aus der Sicht Neuseelands)
| # | Datum         | Gegner       | Ort      | Stadion               | Ergebnis |
| - | ------------- | ------------ | -------- | --------------------- | -------- |
| 1 | 24. Juli 1979 | Queensland B | Brisbane | Ballymore Stadium     | 35:3     |
| 2 | 28. Juli 1979 | Australien   | Sydney   | Sydney Cricket Ground | 6:12     |

## Test Match
| 28. Juli 1979 | Australien                                 | 12 : 6        | Neuseeland                            | Sydney Cricket Ground, Sydney Zuschauer: 32.935 Schiedsrichter: Richard Byres (Australien) |
| 28. Juli 1979 | Straftritte: McLean (3) Dropgoals: Melrose | (6:6) Bericht | Straftritte: Wilson Dropgoals: Taylor | Sydney Cricket Ground, Sydney Zuschauer: 32.935 Schiedsrichter: Richard Byres (Australien) |

Aufstellungen:
- Australien: Peter Carson, Greg Cornelsen, Phil Crowe, Chris Handy, Peter Horton, Mark Loane , Paul McLean, Peter McLean, Tony Melrose, Brendan Moon, Stan Pilecki, Geoffrey Shaw, Tony Shaw, Andrew Slack, Andy Stewart
- Neuseeland: John Black, Billy Bush, Gary Cunningham, Mark Donaldson, Andy Haden, Gary Knight, Mike McCool, Brian McKechnie, Graham Mourie , Bruce Robertson, Leicester Rutledge, Gary Seear, Murray Taylor, Bevan Wilson, Stuart Wilson